# Sergei Filatov
Sergei Filatov (n. 25 septembrie 1926, Lysye Gory⁠(d), Regiunea Tambov, Rusia – d. 3 aprilie 1997, Moscova, Rusia) a fost un sportiv ce a reprezentat Uniunea Republicilor Sovietice Socialiste, medaliat olimpic. A participat la 2 ediții ale Jocurilor Olimpice (1960, 1964) în care a câștigat două medalii de bronz.